# Olympische Sommerspiele 1976/Kanu – Zweier-Kajak 500 m (Frauen)
Die Wettkämpfe im Zweier-Kajak über 500 Meter bei den Olympischen Sommerspielen 1976 wurde vom 28.–30. Juli auf der Île Notre-Dame ausgetragen.
Nach je zwei Vorläufen und Hoffnungsläufen wurden drei Halbfinals ausgetragen, aus denen sich dann neun Boote für das Finale qualifizierten. Dort gewannen Nina Gopowa und Galina Kreft aus der Sowjetunion.

## Ergebnisse

### Vorläufe
Die jeweils ersten drei Boote qualifizierten sich für die Halbfinals, die restlichen Boote für die Hoffnungsläufe.

#### Lauf 1
| Rang | Athletinnen                               | Nation      | Zeit        |
| ---- | ----------------------------------------- | ----------- | ----------- |
| 1    | Nina Gopowa Galina Kreft                  | Sowjetunion | 1:54,49 min |
| 2    | Nastasia Ionescu Agafia Constantin        | Rumänien    | 1:59,33 min |
| 3    | Maria Kazanecka-Górecka Katarzyna Kulczak | Polen       | 2:01,45 min |
| 4    | Susan Holloway Anne Dodge                 | Kanada      | 2:03,50 min |
| 5    | Sylvaine Deltour Anne-Marie Loriot        | Frankreich  | 2:06,12 min |
| 6    | Catherine Burelle Marleen Kuppens         | Belgien     | 2:10,48 min |
| 7    | Helen Jacobsohn Sue Whitebrook            | Australien  | 2:10,62 min |

#### Lauf 2
| Rang | Athletinnen                              | Nation             | Zeit        |
| ---- | ---------------------------------------- | ------------------ | ----------- |
| 1    | Bärbel Köster Carola Zirzow              | DDR                | 1:52,67 min |
| 2    | Anna Pfeffer Klára Rajnai                | Ungarn             | 1:54,25 min |
| 3    | Barbara Lewe-Pohlmann Heiderose Wallbaum | BR Deutschland     | 1:55,59 min |
| 4    | Linda Dragan Ann Turner                  | Vereinigte Staaten | 1:59,32 min |
| 5    | Anastázie Hajná Jindřiška Řeháčková      | Tschechoslowakei   | 1:59,45 min |
| 6    | Pauline Goodwin Hilary Peacock           | Großbritannien     | 2:00,34 min |
| 7    | Marija Mintschewa Natascha Janakiewa     | Bulgarien          | 2:00,52 min |

### Hoffnungsläufe
Die ersten drei Boote des Hoffnungsläufe erreichten die Halbfinals.

#### Hoffnungslauf 1
| Rang | Athletinnen                          | Nation           | Zeit        |
| ---- | ------------------------------------ | ---------------- | ----------- |
| 1    | Susan Holloway Anne Dodge            | Kanada           | 1:55,63 min |
| 2    | Marija Mintschewa Natascha Janakiewa | Bulgarien        | 1:56,60 min |
| 3    | Anastázie Hajná Jindřiška Řeháčková  | Tschechoslowakei | 1:58,97 min |
| 4    | Catherine Burelle Marleen Kuppens    | Belgien          | 2:00,44 min |

#### Hoffnungslauf 2
| Rang | Athletinnen                        | Nation             | Zeit        |
| ---- | ---------------------------------- | ------------------ | ----------- |
| 1    | Linda Dragan Ann Turner            | Vereinigte Staaten | 1:59,15 min |
| 2    | Sylvaine Deltour Anne-Marie Loriot | Frankreich         | 2:00,70 min |
| 3    | Pauline Goodwin Hilary Peacock     | Großbritannien     | 2:01,68 min |
| 4    | Helen Jacobsohn Sue Whitebrook     | Australien         | 2:03,87 min |

### Halbfinals
Die ersten drei Boote des Hoffnungsläufe erreichten die Halbfinals.

#### Halbfinale 1
| Rang | Athletinnen                              | Nation             | Zeit        |
| ---- | ---------------------------------------- | ------------------ | ----------- |
| 1    | Nina Gopowa Galina Kreft                 | Sowjetunion        | 1:54,70 min |
| 2    | Barbara Lewe-Pohlmann Heiderose Wallbaum | BR Deutschland     | 1:55,31 min |
| 3    | Anastázie Hajná Jindřiška Řeháčková      | Tschechoslowakei   | 1:56,45 min |
| 4    | Linda Dragan Ann Turner                  | Vereinigte Staaten | 1:57,10 min |

#### Halbfinale 2
| Rang | Athletinnen                               | Nation     | Zeit        |
| ---- | ----------------------------------------- | ---------- | ----------- |
| 1    | Bärbel Köster Carola Zirzow               | DDR        | 1:50,56 min |
| 2    | Marija Mintschewa Natascha Janakiewa      | Bulgarien  | 1:53,29 min |
| 3    | Maria Kazanecka-Górecka Katarzyna Kulczak | Polen      | 1:53,50 min |
| 4    | Sylvaine Deltour Anne-Marie Loriot        | Frankreich | 1:55,75 min |

#### Halbfinale 3
| Rang | Athletinnen                        | Nation         | Zeit        |
| ---- | ---------------------------------- | -------------- | ----------- |
| 1    | Anna Pfeffer Klára Rajnai          | Ungarn         | 1:52,51 min |
| 2    | Nastasia Ionescu Agafia Constantin | Rumänien       | 1:53,38 min |
| 3    | Susan Holloway Anne Dodge          | Kanada         | 1:56,83 min |
| 4    | Pauline Goodwin Hilary Peacock     | Großbritannien | 1:59,53 min |

### Finale
| Rang | Athletinnen                               | Nation           | Zeit        |
| ---- | ----------------------------------------- | ---------------- | ----------- |
| 1    | Nina Gopowa Galina Kreft                  | Sowjetunion      | 1:51,15 min |
| 2    | Anna Pfeffer Klára Rajnai                 | Ungarn           | 1:51,69 min |
| 3    | Bärbel Köster Carola Zirzow               | DDR              | 1:51,69 min |
| 4    | Nastasia Ionescu Agafia Constantin        | Rumänien         | 1:53,77 min |
| 5    | Barbara Lewe-Pohlmann Heiderose Wallbaum  | BR Deutschland   | 1:53,86 min |
| 6    | Maria Kazanecka-Górecka Katarzyna Kulczak | Polen            | 1:55,05 min |
| 7    | Marija Mintschewa Natascha Janakiewa      | Bulgarien        | 1:55,95 min |
| 8    | Susan Holloway Anne Dodge                 | Kanada           | 1:56,75 min |
| 9    | Anastázie Hajná Jindřiška Řeháčková       | Tschechoslowakei | 1:59,65 min |

## Weblink
- Ergebnisse